# Кантакузін Георгій Григорович
Кантаку́зін Гео́ргій Григо́рович (нар.17 вересня 1849 — пом.20 вересня 1899, Кишинів) — князь, представник шляхетного дворянського роду Кантакузіни, поручик (з 1873), штабс-ротмістр (з 1874), штабс-капітан, начальник Ковенського й Рязанського жандармських управлінь, ротмістр (з 1883), підполковник (з 1890), земський начальник 1-ї дільниці Белецького повіту Бессарабської губернії (з 1892). Нагороджений орденом Св. Анни 3-го ст. Батько Кантакузіна Володимира Георгійовича.